# مروان سهيل عبود
مروان سهيل عبود (مواليد 1959) هو مصارع عراقي. تنافس في دورة الألعاب الأولمبية الصيفية عام 1984.

## روابط خارجية
- مروان سهيل عبود على موقع أوليمبيديا (الإنجليزية)